# Carina Normansson
Eva Carina Normansson, född 1 april 1961 i Sala stadsförsamling, Västmanlands län, är en svensk folkmusiker.

## Diskografi
- 1994 – Ola Bäckström med Hans Röjås, Carina Normansson, Stefan Ekedahl & Björn Tollin.
- 1997 – Änglar, tillsammans med Maria Jonsson.

## Utmärkelser
- 1979 – Zornmärket i silver, "För sirligt och stilfullt låtspel."
- 2007 – Spelstinamedaljen[5]
- 2017 – Zornmärket i guld, "För mästerligt och stilfullt spel av låtar från Västmanland."